# Анка Ковалска
Анна (Анка) Малгожата Ковалска (на полски: Anna (Anka) Małgorzata Kowalska) е полска писателка, журналистка, деец на демократичната опозиция по време на Полската народна република.

## Биография
Анна Ковалска е родена на 22 февруари 1932 година в град Сосновец. Получава начално и средно образование в Сосновец и Бенджин. Публикува първите си стихотворения още като ученичка. През 1955 година завършва „Полска филология“ в Люблинския католически университет.
В годините 1962 – 1982 работи като редактор в издателския институт „PAX“. От 1976 година си сътрудничи с Комитета за защита на работниците. През 1980 година става член на синдиката „Солидарност“. В годините 1981 – 1982 е интернирана. През 2006 година е удостоена с Командорски кръст със звезда на ордена на Възраждане на Полша.
Анка Ковалска умира на 29 юни 2008 година във Варшава.

## Творчество
- Credo najmniejsze (1960)
- Ołtarze: opowiadania (1962)
- Pestka (1964)
- Psalm z doliny (1969)
- Spojrzenie  (1974)
- Wiersze z obozu internowanych (1983)
- Racja stanu: wiersze z lat 1974 – 1984 (1984)